# Trechispora onusta
Trechispora onusta är en svampart som beskrevs av P. Karst. 1890. Trechispora onusta ingår i släktet Trechispora och familjen Hydnodontaceae.   Inga underarter finns listade i Catalogue of Life.